# DAF Daffodil
DAF 750/DAF Daffodil – seria samochodów osobowych produkowana przez holenderską firmę DAF w latach 1961-1967. Dostępne jako 2-drzwiowe sedany. Do napędu używano silnika R2 o pojemności 0,7 l. Moc przenoszona była na oś tylną. Auta posiadały bezstopniową skrzynię biegów „Variomatic”. Modele produkowano w Eindhoven w Holandii.

## Dane techniczne (Daffodil 0,7)

### Silnik
- R2 0,7 l (746 cm³), 2 zawory na cylinder, OHV
- Średnica × skok tłoka: 85,50 × 65,00 mm
- Stopień sprężania: 7,50:1
- Moc maksymalna: 26 KM (19,4 kW) przy 4000 obr./min
- Maksymalny moment obrotowy: 53 N·m przy 2800 obr./min

### Osiągi
- Przyspieszenie 0-100 km/h: b.d.
- Prędkość maksymalna: 105 km/h

## Galeria

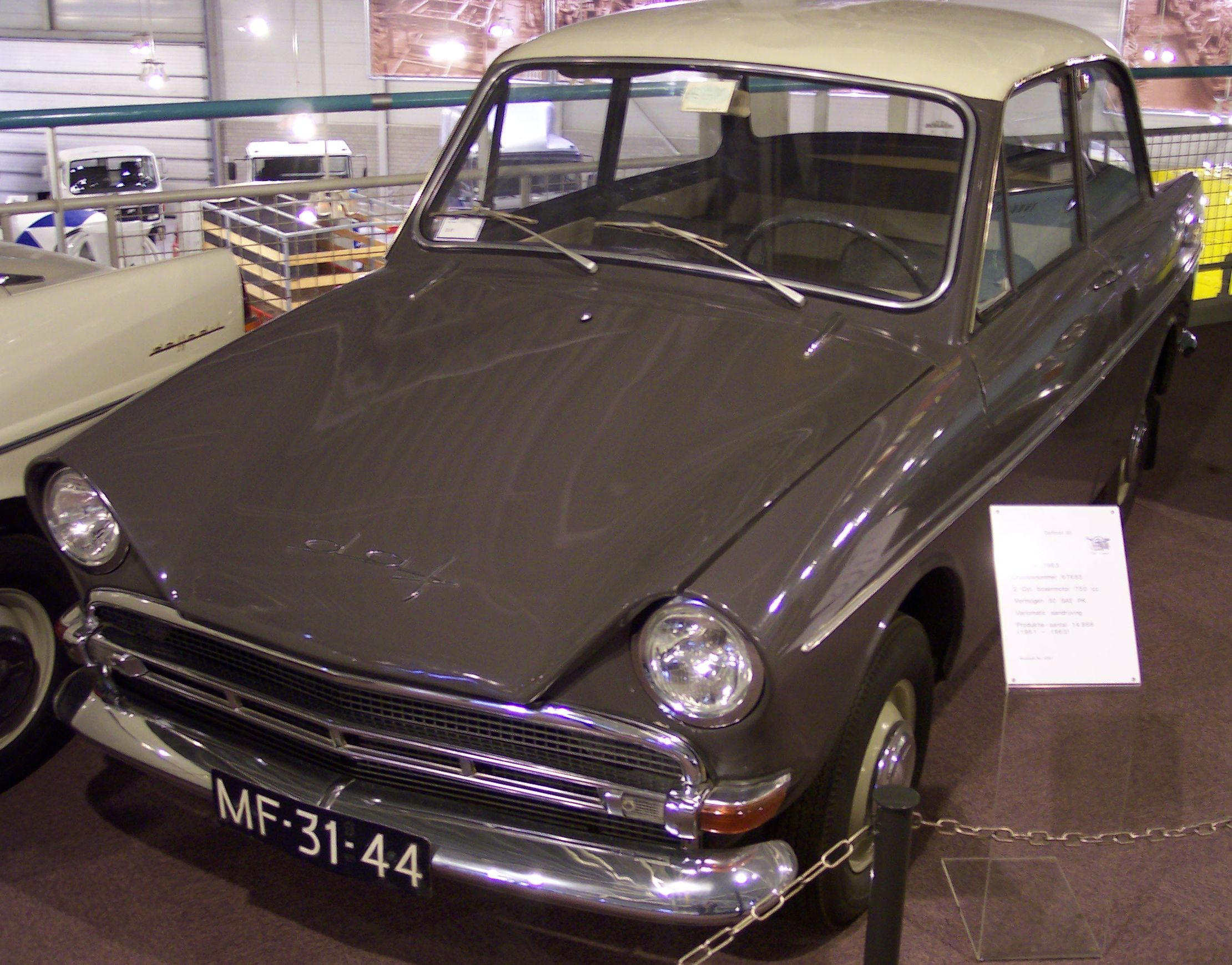
DAF 30
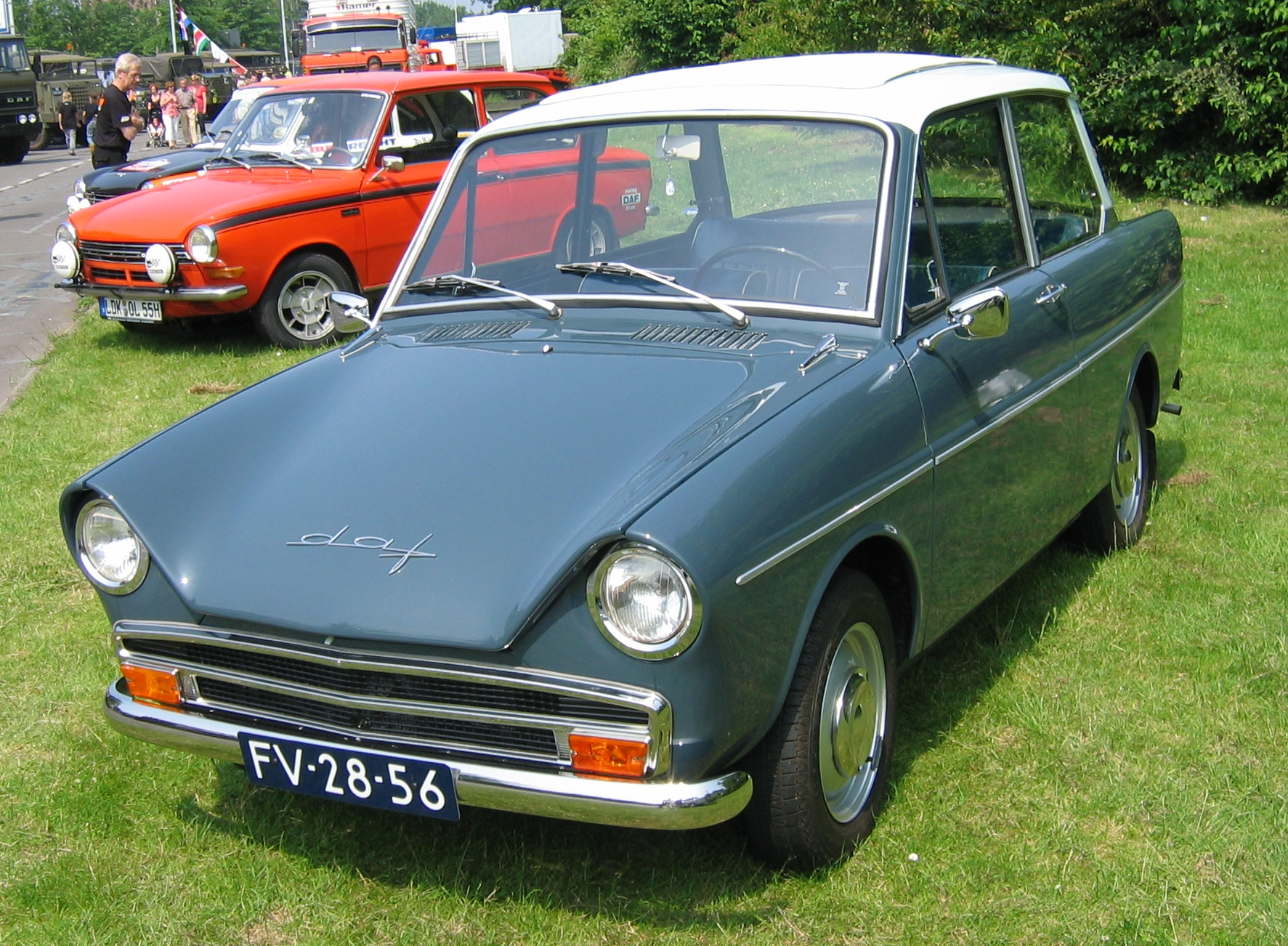
DAF 31
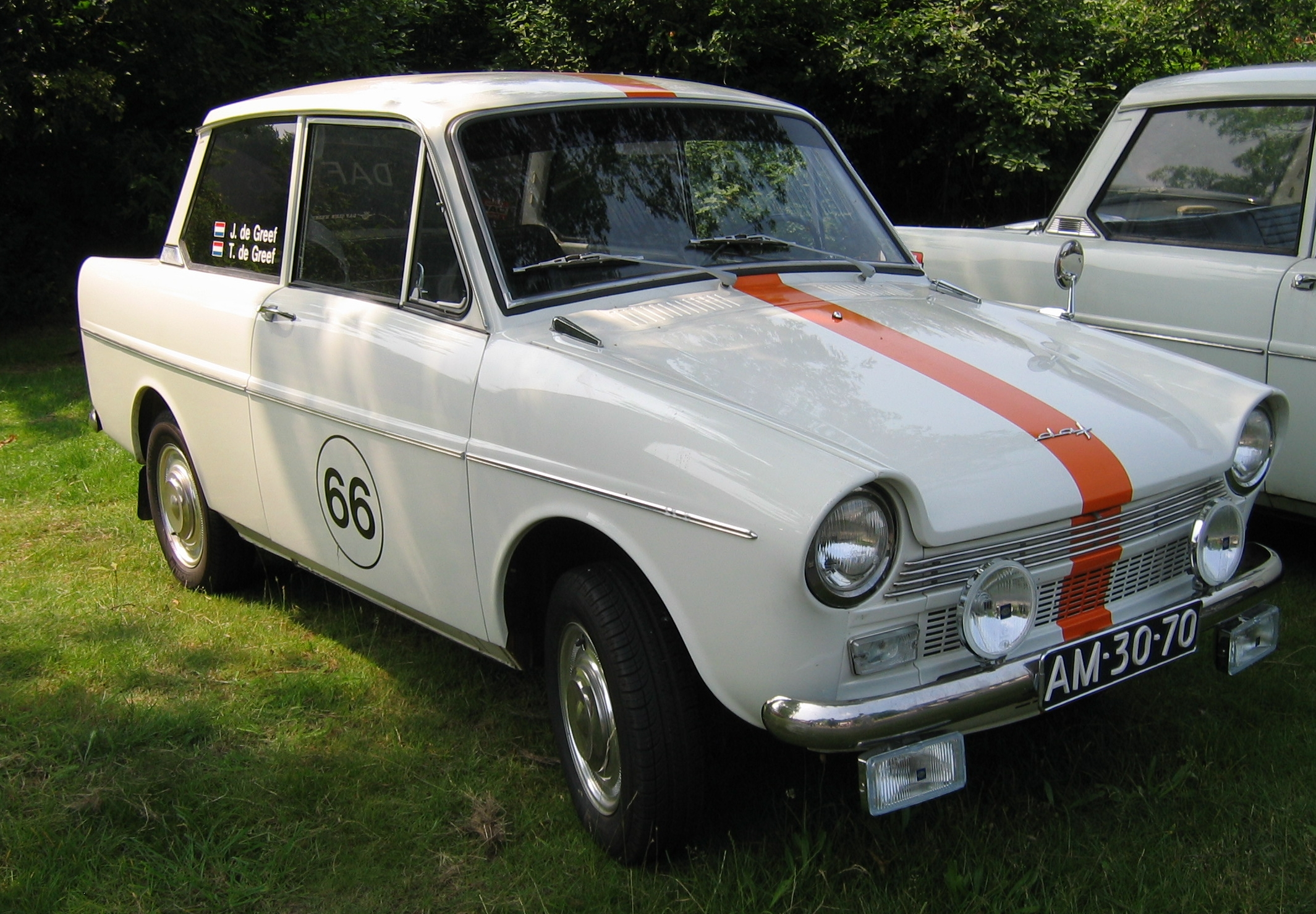
DAF 32